# Angelo Spina

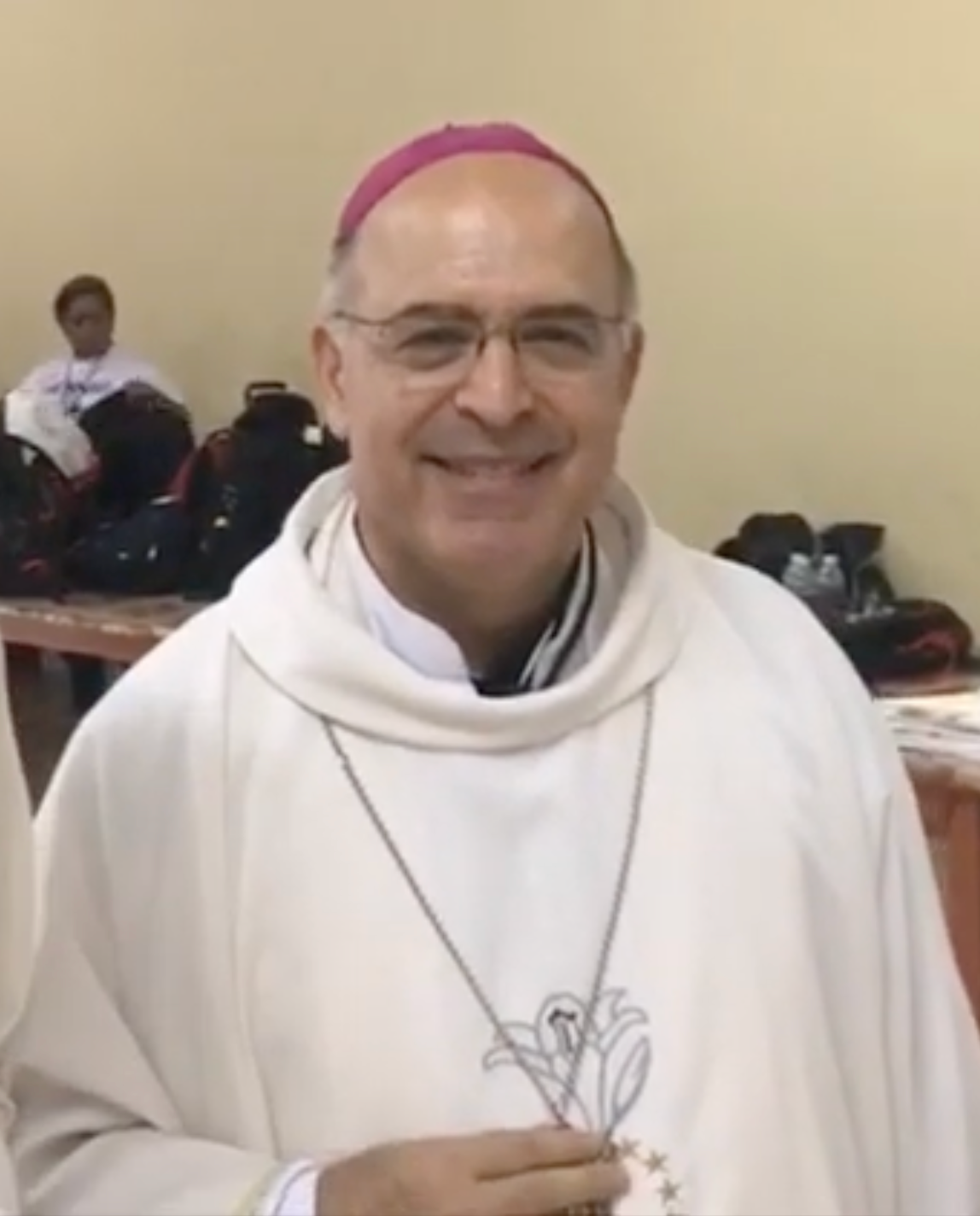
Angelo Spina

Spinas Wappen all Erzbischof von Ancona

Wappen als Bischof von Sulmona

Angelo Spina (* 13. November 1954 in Colle d’Anchise, Provinz Campobasso, Italien) ist ein italienischer römisch-katholischer Geistlicher und seit 2017 Erzbischof von Ancona-Osimo.

## Leben
Angelo Spina trat 1968 ins Knabenseminar von Molise ein, wechselte 1974 an das Priesterseminar von Benevento und empfing am 5. Januar 1980 durch den Erzbischof von Campobasso-Boiano, Pietro Santoro, das Sakrament der Priesterweihe. In den folgenden Jahren wirkte er als Gymnasiallehrer, war ab 1999 Pfarrer an der Kathedrale von Bojano und wurde 2005 zum Bischofsvikar der Basilika Maria Santissima Addolorata in Castelpetroso ernannt.
Am 3. April 2007 ernannte ihn Papst Benedikt XVI. zum Bischof von Sulmona-Valva. Der Erzbischof von Campobasso-Boiano, Armando Dini, spendete ihm am 9. Juni desselben Jahres die Bischofsweihe; Mitkonsekratoren waren der emeritierte Bischof von Teramo-Atri, Antonio Nuzzi, und der emeritierte Bischof von Sulmona-Valva, Giuseppe Di Falco. Die Amtseinführung erfolgte am 23. Juni 2007.
Am 14. Juli 2017 ernannte ihn Papst Franziskus zum Erzbischof von Ancona-Osimo. Die Amtseinführung fand am 1. Oktober desselben Jahres statt. Am 18. September 2019 wurde Spina zum Vizepräsidenten der regionalen Bischofskonferenz der Marken gewählt.